# Spermophaga
Genre
Spermophaga est un genre d'oiseau appartenant à la famille des Estrildidae.

## Liste d'espèces
Selon la classification de référence du Congrès ornithologique international (version 2.9, 2011) :
- Spermophaga poliogenys - Sénégali à bec bleu
- Spermophaga haematina - Sénégali sanguin
- Spermophaga ruficapilla - Sénégali à tête rouge